# Batalha do Estreito de Otranto
A Batalha do Estreito de Otranto foi o resultado de um ataque austro-húngaro à Barragem de Otranto, um bloqueio naval Aliado do Estreito de Otranto. A batalha teve lugar entre os dias 14 e 15 de Maio de 1917, e representou a maior acção à superfície no mar Adriático durante a Primeira Guerra Mundial. O Bloqueio de Otranto consistia em uma barreira fixa, composta por traineiras especialmente equipadas com redes anti-submarino e minas, e apoiados por patrulhas navais Aliadas.
A marinha austro-húngara planeava atacar o bloqueio Aliado com uma força de cruzadores ligeiros e dois contratorpedeiros sob o comando do capitão Miklós Horthy, para furar a barreira e assim permitir o acesso de U-Boot no Mediterrâneo e aos navios Aliados. Uma força Aliada composta por navios de três marinhas responderam ao ataque e, na batalha que se seguiu, causou grandes danos ao cruzador austro-húngaro SMS Novara. No entanto, o rápido apoio de forças austro-húngaras forçaram o contra-almirante Acton, o comandantes dos Aliados, a retirar.